# Cahíz
Cahíz war eine maurische Maßeinheit. Den Begriff Cahíz verwendete man seit dem Mittelalter als Gewichtsangabe für gipshaltiges Gestein, das in den Steinbrüchen in Spanien abgebaut wurde. 
Ein Cahíz entsprach einem Block mit einer Masse von 690 Kilogramm des bergmännisch abgebauten Gipsgesteins, und es entsprach der Menge, die ein weiterverarbeitender Betrieb zerkleinern und in Brennöfen (Hornos morunos) damals als Tagesleistung verarbeiten konnte. In der Region um Madrid wurden zahlreiche maurische Brennöfen zur Gipsherstellung bei Ausgrabungen entdeckt. Aufzeichnungen aus der Zeit um 1580 von  Felipe II. belegen den Begriff Cahíz. 